# Thomas Hamilton, I conte di Haddington
Thomas Hamilton, I conte di Haddington (1563 – 29 maggio 1637) è stato un avvocato scozzese.

## Biografia
Era il figlio del giudice Thomas Hamilton di Priestfield, e della sua prima moglie, Elizabeth Heriot, figlia di James Heriot. Venne educato a Parigi.

## Carriera
Divenne avvocato nel 1587, un Lord di sessione nel 1592, nominato Lord Advocate nel 1596, Lord Clerk Register nel 1612, e nel 1616 divenne Lord Presidente della Court of Session.
Nel 1612 è stato nominato Lord Clerk Register. Dopo la morte di Giacomo VI si dimise, ma servì Carlo I come Custode del sigillo privato di Scozia.
Il 19 novembre 1613, è stato creato Lord del Parlamento come Lord Binning. Inoltre, il 20 marzo 1619, fu creato conte di Melrose. Alla morte del primo e dell'ultimo visconte di Haddington (il 28 febbraio 1626), il re ha accettato di scambiare il titolo di Conte di Melrose a quella del Conte di Haddington.

## Matrimoni

### Primo Matrimonio
Nel 1588 sposò Margaret Borthwick (?-1596), figlia di James Borthwick. Ebbero due figlie:
- Lady Christiana Hamilton (1588-22 gennaio 1645), sposò in prime nozze Robert Lindsay, IX Lord Lindsay, ebbero un figlio, e in seconde nozze Robert Boyd, VII Lord Boyd, ebbero tre figli;
- Lady Isabel Hamilton (18 febbraio 1595-1665), sposò James Ogilvy, I conte di Airlie, ebbero sei figli.

### Secondo Matrimonio
Nel 1597 sposò Margaret Foulis (?-31 maggio 1609), figlia di James Foulis. Ebbero cinque figli:
- Lady Margaret Hamilton (5 aprile 1598-1652), sposò David Carnegie, Lord Carnegie, ebbero due figlie;
- Thomas Hamilton, II conte di Haddington (25 maggio 1600-30 agosto 1640);
- Sir James Hamilton (1601-1666);
- Sir John Hamilton (3 novembre 1605-1637), sposò Katherine Peebles, non ebbero figli;
- Lady Jean Hamilton (5 febbraio 1607-15 dicembre 1642), sposò John Kennedy, VI conte di Cassillis, ebbero tre figli.

### Terzo Matrimonio
Sposò, il 16 settembre 1613, Julian Kerr (?-27 marzo 1637), figlia Sir Thomas Kerr. Ebbero un figlio:
- Robert Hamilton (14 maggio 1615-30 agosto 1640).

## Morte
Morì il 29 maggio 1637.